# Aperçu (OS X)
Pour les articles homonymes, voir Aperçu.
Aperçu est un logiciel propriétaire d'Apple destiné à visualiser des images et des documents PDF. Il n'est disponible que pour macOS dans lequel il est intégré.

## Fonctionnalités
Aperçu peut afficher et exporter des fichiers de format AI, BMP, DNG, EPS, FAX, FPX, GIF, HDR, ICNS, ICO, JPEG 2000, JPEG, OpenEXR, PDF (jusqu'à la version 1.5, y compris avec formulaires dynamiques), PICT, Adobe PostScriptPS, PSD, PNG, PNTG, RAD, RAW (de Canon, Nikon notamment), SGI, TGA, TIFF et XBM.
En plus de ses fonctions basiques de visualisation et d'export, Aperçu dans sa version 3 permet :
- d'effectuer des diaporamas en plein-écran ;
- de corriger des images grâce à Core Image (balance du blanc, exposition, gamma, saturation, contraste, luminosité, netteté, sépia) ;
- de rogner des images ou d'en changer l'orientation ;
- de retoucher des images (extraction d'un motif, suppression de couleurs de fond) ;
- de créer un document à partir d'une capture d'écran ;
- de rechercher rapidement dans le contenu des documents PDF ;
- d'annoter des documents PDF ;
- de transférer des pages d'un document PDF à un autre ;
- d'effectuer automatiquement une reconnaissance de caractères sur un document PDF scanné ;
- d'insérer des liens dans un document PDF (lien interne vers une page, ou externe vers une URL) ;
- de changer le profil ColorSync des images.

En ce qui concerne les documents PDF, Aperçu ne sait pas gérer les zones interactives (boîtes à cocher, boutons radio, zones de saisie) d'un Formulaire PDF. Pour pouvoir remplir ce genre de document, l'usage du lecteur Adobe Reader est requis. Également, il est parfois reproché à Aperçu de ne plus prendre en charge le format MacPaint et les animations GIF (qui au lieu d'être lues sont décomposées en une suite d'images fixes).
macOS Big Sur apporte la fonctionnalité Caviarder dans Aperçu. Celle-ci permet de sélectionner du texte ou une partie du PDF et de supprimer entièrement la selection à la fermeture du fichier.
Lors du recadrage d'une photo contenant des métadonnées (Exif et IPTC), Aperçu est capable de conserver ces métadonnées dans la nouvelle photo créée. De plus, Aperçu est parfaitement intégré à iPhoto : lors de l'affichage de photos en diaporama, chaque photo peut être directement transférée dans iPhoto par un simple clic.

## À savoir
Dans les premières versions de macOS, le nom de ce logiciel (soit Preview.app ou Preview) n'est pas encore traduit en français ; quelques personnes parlent encore ainsi -par habitude- de ce logiciel avec ces anciennes appellations.